# Svarta sotnjerna
Svarta sotnjerna, (ryska: Чёрная сотня) även kända som svarta hundradena eller de svarta hundra, (Черносотенцы) var en nationalistisk, konservativ och antisemitisk rörelse i Kejsardömet Ryssland under det tidiga 1900-talet.
Rörelsen stödde Huset Romanov, var rysk-ortodoxt kristna och monarkivänliga, men även starkt främlingsfientliga mot bland annat judar och ukrainare.

## Historia
Svarta hundradena var särskilt aktiva från 1906 till 1914, då de genomförde räder (med inofficiellt godkännande) och pogromer mot revolutionära grupper och judar i Ryssland.
Rörelsen upplöstes officiellt 1917 och en av dess förgrundsfigurer var Vladimir Purisjkevitj (1870–1920).

### Nyare version
Sommaren 1992 grundade Alexander Shtilmark en nyare version av de Svarta sotnjerna, vars säte finns i Moskva. Den nyare versionen är dock inte registrerad.
De nya Svarta sotnjerna förkastar att Ukraina är en självständig stat.

## Rörelsen och ideologier
De svarta sotnjerna bestod främst av jordägare, rika bönder, byråkrater, köpmän, poliser och präster. Rörelsen kallade sig själva för ''patrioter", "sanna ryssar" och ''monarkister'', men även ''högerextrema''.
I slutet av 1907 hade rörelsen avdelningar i 66 olika subjekter i Ryssland och antalet medlemmar beräknades vara mellan 60 000 och 100 000 personer. Rörelsens slagord var ''Ortodoxi, autokrati, nationalitet''.
Organisationen hade även flera mindre organisationer, som bland annat den Ryska församlingen, som skapades år 1900 och som styrdes av 18 personer.

## Övrigt
Svarta sotnjerna stod partiet Ryska folkets förbund och dess ledare doktor Aleksandr Dubrovin nära.[källa behövs]

## Bilder

Rörelsens färger var desamma som Huset Romanovs.
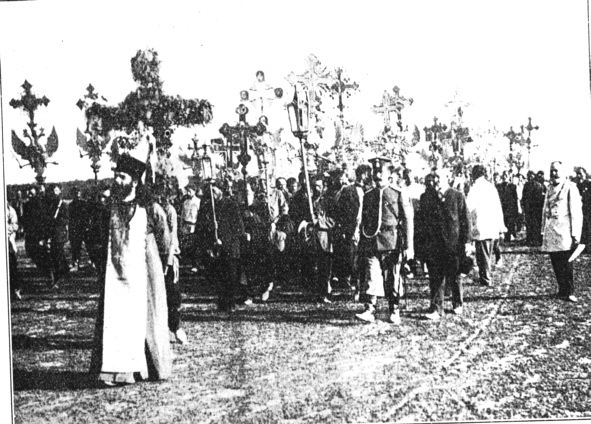
Svarta sotnjerna genomför en procession 1907.
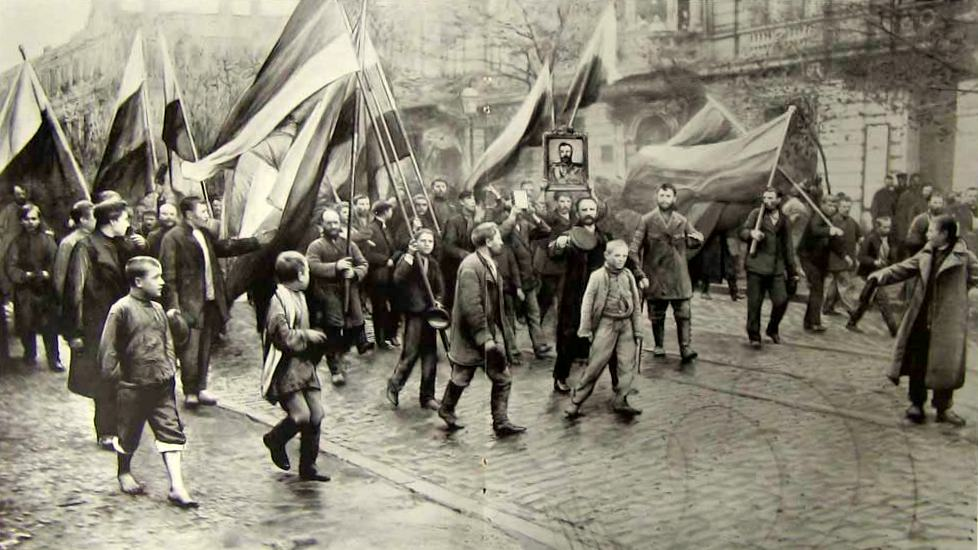
Svarta sotnjerna marscherar i Odessa 1905 efter Oktobermanifestet.